# دالي أوليفر
دالي أوليفر (بالإنجليزية: Dale Oliver)‏ هو موسيقي وملحن أمريكي، ولد في 1970.

## وصلات خارجية
- دالي أوليفر على موقع ميوزك برينز (الإنجليزية)